# Ягодняк
Ягодняк (хорв. Jagodnjak) — община и населённый пункт в Хорватии.
Община Ягодняк находится в восточной части Хорватии в Осиецко-Бараньской жупании. Община располагается в 17,3 км от города Осиек.

## География
В состав общины входят следующие населённые пункты (данные о населении на 2011 год):
- Ягодняк — 1 299 чел.
- Болман — 520 чел.
- Нови Болман — 122 чел.
- Майшке Медже — 82 чел.

## Демография
Население общины составляет 2 023 человека по переписи 2011 года. Национальный состав выглядит следующим образом:
- 65,89 % сербы — 1 333 чел.
- 19,33 % хорваты — 391 чел.
- 7,61 % цыгане — 154 чел.
- 3,02 % венгры — 61 чел.
- 0,4 % немцы — 8 чел.

## Достопримечательности
- Католическая церковь святого Венделина
- Приходская церковь святых Павла и Петра в Болмане
- Приходская церковь святого Николая в Ягодняке